# Tianquan

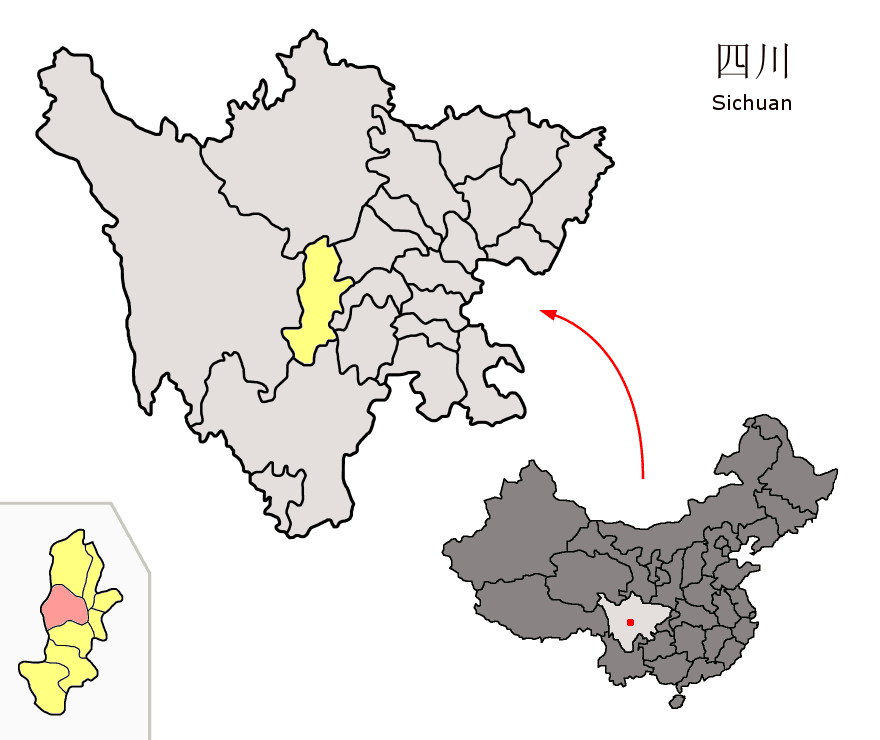
Lage des Kreises Tianquan (rosa) innerhalb von Sichuan

Der Kreis Tianquan (chinesisch 天全县, Pinyin Tiānquán Xiàn) ist ein Kreis der bezirksfreien Stadt Ya’an im zentralen Westen der südwestchinesischen Provinz Sichuan. Er hat eine Fläche von 2.061 km² und zählt 132.033 Einwohner (Stand: Zensus 2020). Sein Hauptort ist die Großgemeinde Chengxiang (城厢镇).

## Administrative Gliederung
Auf Gemeindeebene setzt sich der Kreis aus zwei Großgemeinden und dreizehn Gemeinden zusammen. 